# Carlo Rubbia
(Motivazione per il Premio Nobel per la fisica 1984)
Carlo Rubbia (Gorizia, 31 marzo 1934) è un fisico italiano, vincitore del premio Nobel per la fisica nel 1984 e senatore a vita della Repubblica italiana dal 2013.

## Biografia
Figlio di un ingegnere elettrotecnico e di una maestra di scuola elementare, alla fine della seconda guerra mondiale lascia la città natale, Gorizia, spostandosi prima a Venezia, dove studia presso il liceo scientifico Giovan Battista Benedetti, e poi a Udine, dove frequenta il liceo scientifico Giovanni Marinelli. All'esame di selezione per entrare alla Normale di Pisa risulta undicesimo su dieci posti disponibili. Si iscrive quindi a ingegneria al Politecnico di Milano, ma viene riammesso alla Scuola Normale di Pisa grazie a un posto rimasto vacante. Si laurea in fisica all'Università di Pisa nel 1957 con una tesi sui raggi cosmici, relatore Marcello Conversi. Trascorre poi un anno presso la Columbia University, dove esegue esperimenti sulle interazioni deboli presso il sincrociclotrone di Nevis. Trascorre in seguito un anno in Italia all'Università La Sapienza di Roma come assistente di Marcello Conversi.
Dal 1960 svolge la sua attività di ricerca al CERN di Ginevra, il più grande laboratorio nel mondo per la fisica delle alte energie, di cui sarà poi Direttore generale dal 1989 al 1994, svolgendo ricerche inerenti alla fisica delle particelle elementari e dove completa esperimenti sulle interazioni deboli al sincrociclotrone, al protosincrotrone e in seguito al collisionatore di fasci protonici, risultando dunque attivo nel campo della fisica sperimentale.
Per verificare la teoria elettrodebole di Abdus Salam e Steven Weinberg, modifica l'acceleratore Super Proton Synchrotron (SPS) in un collisionatore di protoni e antiprotoni. Con questo esperimento, a capo del gruppo di cento fisici noto con il nome di UA1, scopre nel 1983 le particelle responsabili dell'interazione debole, cioè i bosoni vettoriali W+, W− e Z, confermando anche la teoria dell'unificazione della forza elettromagnetica e della interazione debole nella forza elettrodebole. Nel 1984, ad appena un anno dalla scoperta, riceve insieme con l'olandese Simon van der Meer il Premio Nobel per la fisica.
Dal 1970 al 1988 è Higgins Professor per la fisica presso la Harvard University. Dal 1997 è professore ordinario di complementi di fisica superiore all'Università di Pavia, nomina ricevuta per chiamata diretta per fama.
Dal 1986 al 1994 è stato il Presidente del Laboratorio di Luce di Sincrotrone di Trieste.
Nel 1990 per volontà della Regione Autonoma della Sardegna fondò il CRS4 Centro di Ricerca, Sviluppo e Studi Superiori in Sardegna, ricoprendo la carica di presidente fino al 2006.
Dal 1999 è Presidente dell'ENEA. Nel 2005, a seguito di ripetuti contrasti con il consiglio di amministrazione dell'ENEA, critica il governo Berlusconi sull'«umiliazione che la ricerca in Italia sta subendo». L'ENEA viene allora commissariato e Rubbia non viene riconfermato dal Ministro Claudio Scajola. A questa vicenda seguono alcune polemiche, in particolare sulle competenze e sulle affermazioni di alcuni successori.

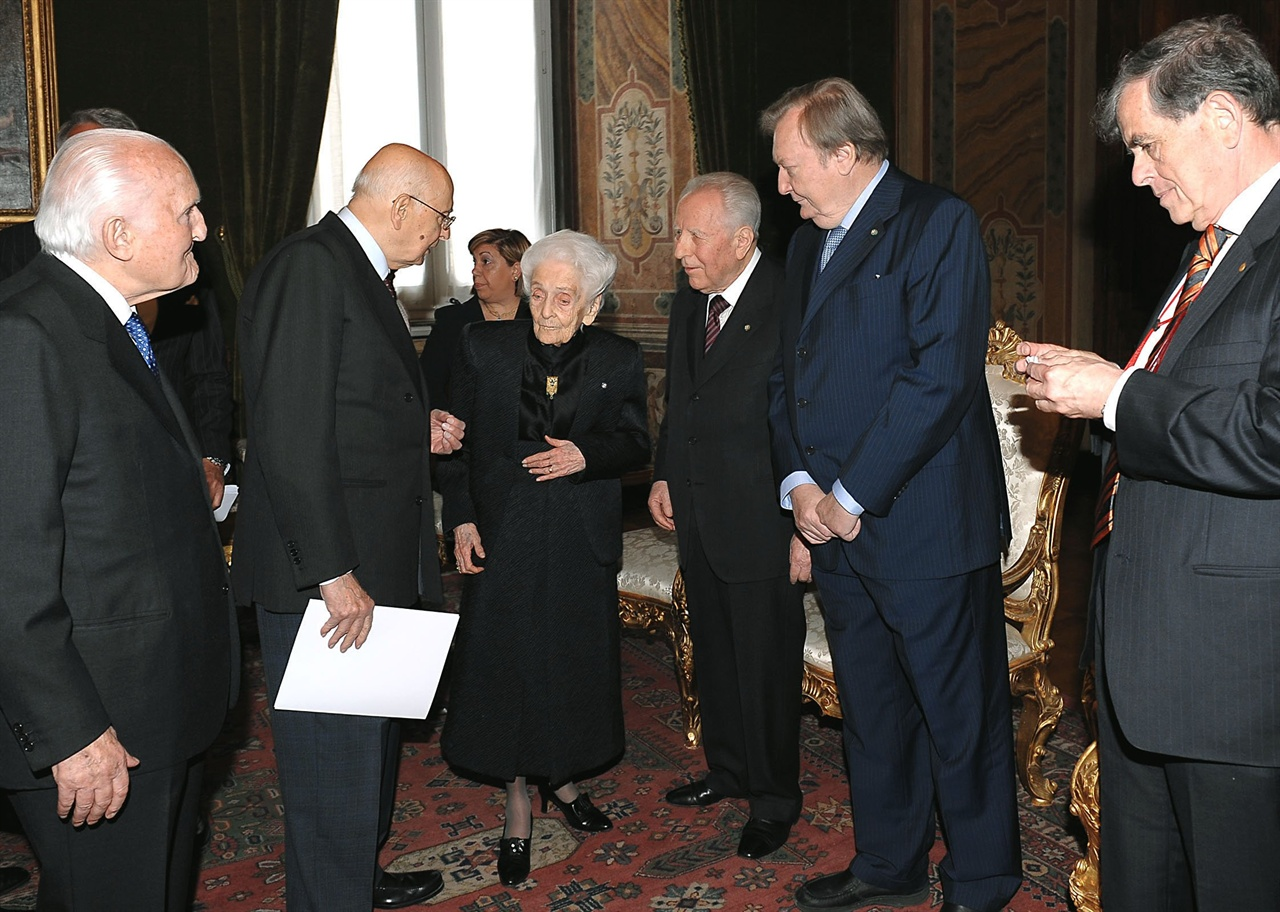
Carlo Rubbia in compagnia di Rita Levi-Montalcini nel 2009, in occasione del centesimo compleanno della scienziata, e Giorgio Napolitano, Oscar Luigi Scalfaro, Carlo Azeglio Ciampi e Aaron Ciechanover.

Da allora collabora con il CIEMAT (centro di ricerca sull'energia, l'ambiente e la tecnologia), un organismo spagnolo simile all'italiano ENEA, come consigliere speciale per la ricerca in campo energetico, dove sostiene fortemente lo sviluppo del "solare termodinamico", che aveva avviato nel 2001 all'ENEA con il Progetto Archimede.
Nel 2007 viene nominato membro Gruppo dei Consiglieri in materia di Energia e Cambiamenti Climatici, istituito dal Presidente dell'Unione Europea Barroso. Viene nominato Presidente della task-force sulle energie rinnovabili presso il Ministero dell'Ambiente dal secondo governo Prodi. Nel 2008 diventa consigliere speciale per l'energia presso la Commissione Economica delle Nazioni Unite per l'America Latina (CEPAL).
Ha ricevuto 28 Lauree Honoris Causa tra le quali, in Italia, dagli atenei di Genova, Udine, Camerino, Padova, Trieste e Perugia e all'estero dalle Università di Ginevra, Carnegie Mellon University, Università La Plata, Northwestern University, Chicago University, Loyola University, Boston University, Università di Sofia, Università di Mosca, Università del Cile, Università Politecnica di Madrid, Università Tecnica di Rio de Janeiro, Università di Oxford, Università Cattolica Pontificia del Perù, Università Nazionale di Sant'Antonio Abad di Cusco, Università di Bordeaux, St John's University di Roma, Università di Aachen, Università Pontificia di Santiago del Cile.
È socio onorario nazionale dell'Accademia Nazionale dei Lincei, della Pontificia Accademia delle Scienze, della National Academy of Sciences statunitense, dell'Accademia russa delle scienze, della Royal Society, membro del comitato scientifico della Fondazione Italia USA e componente di numerose altre accademie europee e americane, tra le quali l'Accademia Nazionale Virgiliana e il Gran Sasso Science Institute dell'Aquila, dove è professore emerito.
Gli è stato dedicato un asteroide, 8398 Rubbia.
Il 30 agosto 2013 viene nominato senatore a vita dal Presidente della Repubblica Giorgio Napolitano.
Nel 2016 ha vinto il Premio Vinarius al Territorio quale personaggio del Collio Goriziano.
Nel dicembre 2019 è uno dei 71 deputati e senatori che si oppongono al taglio dei parlamentari e firmano per la richiesta dell'apposito referendum costituzionale.
Nota la sua fede cattolica, spesso argomentata facendo riferimento proprio alle più recenti conoscenze scientifiche.

## Ricerche

Carlo Rubbia nel 1984 circa

Le sue ricerche coprono molti aspetti della fisica delle particelle elementari in cui è estremamente attivo. Negli anni dopo il Nobel comincia a interessarsi ai problemi energetici e studia un reattore nucleare a fissione sicuro, il cosiddetto Amplificatore di Energia, conosciuto anche con il nome di Rubbiatron, nel quale i neutroni della reazione a catena vengono prodotti tramite un acceleratore di particelle. Il reattore resta però allo stadio di progetto.
Ha inoltre contribuito in maniera decisiva alle attività di ricerca dei Laboratori nazionali del Gran Sasso, con le ricerche sui neutrini cosmici. Con l'esperimento ICARUS ha sviluppato una nuova tecnica di rivelazione degli eventi ionizzanti in argon liquido ultrapuro, mirata anche alla rilevazione diretta dei neutrini emessi dal Sole.
Continua a svolgere attività di ricerca nel campo della stabilità del protone, della fissione, della fusione nucleare controllata; ha ideato un motore (il progetto 242) che usando solo 2,5 kg di americio 242 può portare un'astronave fino a Marte in un tempo molto minore degli attuali propulsori.
Attualmente si interessa al problema della materia oscura. L'esperimento da lui proposto, WARP (Wimp ARgon Programme), si prefigge di rivelare la presenza di materia oscura sotto forma di WIMP (Weakly Interacting Massive Particles).

## Vita privata
Sposato con Marisa Romè, anche lei laureata in fisica a Pisa, la coppia ha avuto due figli: Laura, medico, e André, fisico.
Nel volume La tentazione di credere , Rubbia si è dichiarato credente in Dio.

## Controversie
Carlo Rubbia viene spesso citato dai negazionisti del cambiamento climatico a sostegno della loro posizione, sulla base di alcune frasi pronunciate («il clima è sempre cambiato»; «dal 2000 al 2014 la temperatura è diminuita») in un suo intervento tenuto presso il parlamento italiano nel 2014. Tuttavia nello stesso intervento, Rubbia non ha mai messo in discussione il fatto che le emissioni causate dall’essere umano siano responsabili dei cambiamenti climatici globali affermando testualmente che «ci troviamo di fronte a una situazione assolutamente drammatica: le emissioni di CO2 stanno aumentando in maniera esponenziale». Anni prima aveva espresso analoghi concetti con maggiore chiarezza affermando che l'IPCC nel suo ultimo rapporto «ha dimostrato in maniera indubbia che gli effetti antropogenici sono la causa più probabile del cambiamento climatico».